# Rajasthali
Rajasthali (en bengali : রাজস্থলী) est une upazila du Bangladesh dans le district de Rangamati. En 1991, on y dénombrait 17 198 habitants.